# Păcală (film)
Păcală este un film de comedie românesc din 1974, regizat de Geo Saizescu după un scenariu scris de Dumitru Radu Popescu și Geo Saizescu. Personajul principal al filmului este Păcală, un erou al snoavelor populare românești, cunoscut pentru umorul și istețimea sa. Rolurile principale sunt interpretate de actorii: Sebastian Papaiani, Mariella Petrescu, Ștefan Mihăilescu-Brăila, Vasilica Tastaman, Octavian Cotescu, Mariana Mihuț, Aurel Cioranu, Cosma Brașoveanu, Tanți Cocea, Ion Besoiu, Ovid Teodorescu, Ștefan Bănică, Geo Saizescu, Nucu Păunescu și Ileana Stana Ionescu.
Filmul este alcătuit din două părți: prima parte are 65 de minute, iar partea a doua 61 de minute. Cei doi scenariști au primit în 1974 Premiul special al juriului Asociației Cineaștilor din România (ACIN) pentru contribuția lor la promovarea comediei cinematografice românești.
Păcală se află pe locul 2 în topul celor mai vizionate filme românești din toate timpurile după cum atestă un comunicat din 2006 al Uniunii Autorilor și Realizatorilor de Film din România.

## Rezumat

### Prima parte
Într-o familie nevoiașă de pe un „picior de plai” românesc vine pe lume un copil năzdrăvan care primește numele Păcală (Sebastian Papaiani). El își condiționează apariția sa pe lume, cerându-i mamei sale, care „are cea mai mare putere”, nu tinerețe fără bătrânețe și viață fără de moarte ca alți eroi din basme, ci să-i ursească să fie mereu tânăr, să nu îmbătrânească niciodată și să moară atunci când se va cununa cu prostia. După ce mama lui îi ursește cele cerute de fiul ei nenăscut, Păcală sosește adus de o barză, plutind deasupra locurilor și fiind deja bărbat adult.
Ajuns acasă, el se lovește de abuzurile mai marilor satului Sălcați care vor să confiște singura avere a familiei, vaca Florica. Păcală îl păcălește pe perceptor (Octavian Cotescu) cu ajutorul unui fluier fermecat. Din cauza lipsurilor, frații săi Ion (Aurel Cioranu) și Gheorghe (Cosma Brașoveanu) îl trimit să vândă vaca la târg, dar pe drum tânărul atrage cu fluierul său animalele sechestrate de perceptor pe care le trimite către gospodăriile de unde fuseseră luate cu japca. Mai marii satului îl urmăresc și-l condamnă la moarte pentru hoție, aruncându-l într-o fântână. Păcală însă nu moare și își continuă drumul spre târg. Pe drum, el se oprește la umbra unui stejar secular și îi vinde vaca fraților săi pentru 35 de galbeni. Întorcându-se spre casă, el trece pe la nevasta unui pădurar (Vasilica Tastaman), unde înnoptează. Păcală vine după bani în săptămâna următoare, dar copacul rămâne mut; supărat, el îl taie și găsește la rădăcina acestuia o comoară ascunsă, din care nu-și ia decât suma de bani cu care se învoise.
În drum spre casă, el îi păcălește din nou pe pădurar (Ștefan Mihăilescu-Brăila) și pe perceptor, precum și pe nevestele acestora pe care le seduce. Aflând că Păcală găsise o comoară, cei doi frați îl conving să le arate locul și lor, spunându-i la plecare să tragă ușa după el. Cei doi frați, împreună cu Păcală plecat de acasă cu ușa în spinare, sunt jefuiți de doi bandiți (interpretați de Ovid Teodorescu și Ștefan Bănică). Frații o rup la fugă, dar mezinul reușește să-și recupereze banii prin șiretenia sa obișnuită.
La un han, Păcală se întâlnește din nou cu hoții; aceștia din urmă încearcă să-și recupereze prada, dar tânărul se dovedește mai isteț și le dejoacă planurile. El doarme în aceeași cameră cu preotul (Teodor Pîcă), iar bandiții îl ucid pe acesta din urmă.

### Partea a doua
Plecat de la han îmbrăcat în hainele preotului, Păcală îi „spovedește” pe perceptor și pe pădurar care îl anunță că vor să-l ucidă pe cel care le-a rușinat nevestele. Pe urmele lui pornesc și hoții. Într-un final, el este prins și judecat pentru uciderea preotului. Tocmai pe atunci trecea prin zonă o vânzătoare ambulantă de obiecte gospodărești pe nume Păcălița (Mariella Petrescu), iar judecătorul (Geo Saizescu) hotărăște ca Păcală să fie omorât prin otrăvire. Vânzătoarea îl place pe condamnat și le vinde judecătorilor țuică pe post de otravă.
Tânărul își revine după o vreme și pornește din nou la drum. El își întâlnește frații și află că aceștia slujiseră la un popă care le tăiase nasurile după învoiala că cine se supără primul să fie scurtat de nas. Cei trei se culcă noaptea într-un copac. În miezul nopții poposește sub copac o bandă de hoți, care încinge un foc de tabără. Din cauza fumului, Păcală strănută și ușa cade din copac direct în mijlocul tâlharilor care se sperie și o iau la fugă. Cei trei coboară pe pământ și mănâncă mâncarea hoților, dar sunt prinși de tâlharii care reveniseră la locul de popas.
Păcală este introdus de hoți într-un butoi, în jurul căruia se adună lupii. Tânărul leagă coada unui lup de sfoara cu care era el legat, iar animalul o ia la fugă, rostogolind butoiul care se sparge. Tâlharii o prinseseră între timp pe Păcălița, iar căpetenia lor (Ion Besoiu) voia să o ia de nevastă. Scăpat din butoi, Păcală o ajută pe mireasă să fugă în ziua nunții de mirele pe care nu-l iubea. Cei doi fac schimb de haine, iar adevărata mireasă fuge cu ușa lui Păcală în spate. Tânărul deghizat participă la nuntă și fuge în aceeași noapte.
Falsul Păcală cu ușa în spate ajunge în sat și le spune oamenilor numai minciuni gogonate. Judecătorul hotărăște aruncarea mincinosului în râul Olt. Condamnatul este introdus într-un sac legat la gură, sătenii sfădindu-se între ei cu privire la locul de pe mal de unde să-l arunce. Păcălița scapă de la moarte, păcălindu-l să intre în sac pe unul dintre tâlhari, dornic să ajungă primar; tâlharul este aruncat astfel în Olt. Falsul Păcală este prins din nou de mai marii satului și urmează a fi spânzurat, dar adevăratul Păcală (îmbrăcat în mireasă) anunță că vrea să se căsătorească cu el. Condamnatul este astfel eliberat potrivit obiceiului pământului. Cei doi tineri se căsătoresc și au un copil, continuându-și periplul prin lume.

## Distribuție
- Sebastian Papaiani — Păcală
- Mariella Petrescu – Păcălița
- Ștefan Mihăilescu-Brăila — pădurarul
- Vasilica Tastaman — nevasta pădurarului
- Octavian Cotescu — perceptorul
- Mariana Mihuț — nevasta perceptorului
- Aurel Cioranu — Ion, fratele lui Păcală
- Cosma Brașoveanu — Gheorghe, fratele lui Păcală
- Tanți Cocea — mama lui Păcală
- Ion Besoiu — șeful bandei de hoți
- Ovid Teodorescu — banditul gras
- Ștefan Bănică — banditul slab
- Geo Saizescu — judecătorul Dinu
- Nucu Păunescu — hangiul
- Ileana Stana Ionescu — nevasta judecătorului
- Dorina Lazăr — hangița
- Mihai Mereuță — toboșar 1
- Alexandru Lungu — sătean
- Dumitru Chesa — toboșar 2
- Vasile Ichim
- Victor Moldovan
- Traian Dănceanu
- Cornel Dumitraș — toboșar 3
- Teodor Pîcă — popa
- Alecu Croitoru
- Cornel Gîrbea — un sătean de frunte
- Alexandru Cotescu — copil
- Adrian Ștefănescu — bandit
- Nicolae Dolea
- Teodor Stavru
- Aurel Grușevschi
- Costache Diamandi — un sătean de frunte
- Jorj Voicu — călăul
- Dorel Vișan — sătean
- Cornel Ispas
- Alexandru Virgil Platon — jandarmul înalt
- Dragoș Witkowski (menționat Dragoș Witkowska)
- Ion Angelescu-Moreni
- Iosif Gheorghe
- Ion Porsilă
- Horațiu Mălăele — grefierul (menționat Valentin Mălăele)
- Cristian Ștefănescu
- Dan Tufaru
- Hamdi Cerchez — sătean
- Ion Vîlcu — călăul
- Constantin Diplan
- Peter Paulhoffer
- Petre Gheorghiu-Goe — mușteriu de la han
- Eugenia Bosînceanu
- Dorina Done
- Jana Gorea

## Personajul principal
Personajul principal al filmului, Păcală, este un erou al snoavelor populare românești, cunoscut pentru umorul și istețimea sa, ascunse sub o mască de naivitate și simplitate. Pățaniile lui Păcală au fost reunite într-un ciclu de snoave, care au fost preluate și prelucrate ulterior de Petre Dulfu (Isprăvile lui Păcală), dar și de alți scriitori români ca Ion Creangă (Păcală) sau Ioan Slavici (Păcală în satul lui).
Anecdota Păcală a lui Ion Creangă a fost tipărită prima oară în Albumul macedo-român (București, 1880), fiind retipărită în revista Convorbiri literare, nr. 11, 1 februarie 1885. Volumul Isprăvile lui Păcală a fost publicat în 1894 de profesorul Petre Dulfu, lucrarea fiind premiată de Academia Română și fiind reeditată în zeci de ediții.

## Primele reprezentări ale lui Păcală în cinematografie
Primele reprezentări ale lui Păcală în filme au fost sub forma desenelor animate. Primul film românesc de animație a fost realizat de caricaturistul, desenatorul și operatorul Aurel Petrescu (1897-1948) și a purtat numele Păcală în lună, fiind lansat în cinematografe în 1920 (Călin Căliman afirmă că premiera filmului a avut loc la 4 aprilie 1920 la cinema „Cercul Militar”) sau, după alte surse, în 1921. El a desenat în următorii ani câteva zeci de filmulețe, din care niciunul nu s-a păstrat. Printre acestea este și filmul de animație Păcală amorezat, început spre sfârșitul anului 1924 și terminat în 1925 și care a avut premiera la cinema „Select”. Arhiva Națională de Filme a achiziționat un album care conținea 240 de „capete de plan” din filmele lui Aurel Petrescu. Pe baza acestor fotograme, s-a putut reconstitui creația lui Aurel Petrescu.
Aceste reconstituiri au fost prezentate în studiul „Documente inedite Aurel Petrescu” publicat de Aurora Pancaldi și Bujor T. Râpeanu în revista „Cinema” nr. 10/1967. Filmul Păcală în lună, o „comedie bufă cu desene animate”, se concentra mai mult pe aspectele științifico-fantastice ale aparatelor de zbor și pe peisajele lunare închipuite de desenator decât pe personajul Păcală. Câteva fotograme din Păcală amorezat au fost publicate în revista „Cinema”, care anunța, în 1925, terminarea filmului de animație.
Aurel Petrescu a fost tentat și de filmul cu actori, turnând în anul 1925 filmul de scurtmetraj Păcală și Tândală, care a apărut pe ecrane abia la sfârșitul lui februarie 1926 sau, după alte surse, la 12 martie 1926, la cinema „Vlaicu”. Regizorul a folosit cele două personaje – nedespărțiții Păcala (Ion Manu) și Tândală (Aurel Athanasescu) – doar ca pretext pentru a prezenta locuri pitorești din țară. Cei doi prieteni porneau din satul natal spre București pentru a încasa un milion de lei câștigat la loterie. Ei se plimbau prin diferite locuri din capitală, care le sucesc mințile, fiind readuși în satul natal de frumoasa Ilene (doamna E. Athanasescu). Criticii de film au fost indulgenți, laudele îndreptându-se în special către Ion Manu, despre care N. Constantinescu scria în Epoca din 2 martie 1926: „Fizicul de un comic irezistibil, jocul de o rară naturalețe și fotogenitatea cu care e înzestrat ne îndreptățesc a-i prevedea un viitor strălucit”. Regizorul Jean Mihail a criticat însă amatorismul lui Aurel Petrescu care a realizat un film care conținea „o aglomerare de vederi - ce-i drept, frumoase, și unele chiar artistic realizate - dar în cadrul cărora nu se întâmpla nimic. Mai mult, atracția peisajului - neintegrată într-o acțiune - estompa și bruma de situații comice ale scenariului”.
În anul 1925 Jean Mihail a fost și el tentat să realizeze un film despre Păcală, intențiile sale fiind prezentate în câteva articole publicate în revista Rampa: articolul „Isprăvile lui Păcală în film” (6 aprilie 1925), „Embrionul cinematografiei românești încolțește” (19 aprilie 1925), precum și în numerele din 13, 26, 27 aprilie, 2 și 27 mai 1925. Regizorul considera personajul interesant deoarece era un „prototip al umorului, ghidușiei dar și al înțelepciunii populare”, iar filmările puteau fi realizate aproape exclusiv în exterioare. Scenariul urma să fie inspirat din basmele românești cu Păcală și Tândală și să scoată în evidență umorul popular și obiceiurile românești. Casa „Apolo-Film”, care exploata filmul Manasse, și-a exprimat interesul pentru a finanța noul film și inițiase chiar și un „concurs cinematografic” pentru alegerea interpreților și a figuranților. Filmul nu s-a mai realizat însă, deoarece Jean Mihail a renunțat ca urmare a apariției scurtmetrajului lui Aurel Petrescu. Într-o vreme s-a gândit și Jean Georgescu să realizeze un film cu Păcală, începând chiar să scrie și un scenariu. În cartea sa de memorii, Jean Mihail își exprima amărăciunea că nu fusese realizat un film reprezentativ cu Păcală, scriind: „O să rămână oare Păcală, până la urmă, în încurcătură, - pentru prima oară în existența sa - fiindcă a ajuns să aibă de furcă cu cinematograful?”.

## Producție

### Scenariu
Realizarea unui film cu Păcală i-a atras și pe alți cineaști, ea fiind un „vis vechi” al regizorului Geo Saizescu. Filmul Un surîs în plină vară (1964) a avut parte de un succes mare de public și de critică. Cronicarul Dinu Săraru a scris că personajul Făniță (interpretat de Papaiani) este un Păcală al acelor vremuri. După premiera filmului Balul de sîmbătă seară (1968), în care Papaiani a interpretat iarăși rolul principal, presa l-a comparat iarăși pe actor cu Păcală.
Geo Saizescu a decis atunci să scrie un scenariu pentru filmul Păcală, împreună cu romancierul Dumitru Radu Popescu, cu care colaborase la cele două filme mai sus amintite. Referindu-se la momentul scrierii scenariului, regizorul a afirmat mai târziu următoarele: „Temperamentul special, inteligența si umorul lui Papaiani m-au făcut atunci să mă gândesc la o idee de scenariu pentru un film cu Păcală. [...] Era un timp al personajului, dacă nu îl făceam atunci, nu îl făceam niciodată! Cred cu tărie ca Papaiani trebuia să fie Păcală, fără el nu aș fi făcut filmul”. El a studiat povești și povestiri scrise de Iosif Nădejde, de Ioan Slavici sau publicate în vechea revistă interbelică Albina, imaginând un personaj asemănător cu alte prototipuri ale umorului universal: Till Buhoglindă, Ivan Turbincă, Nastratin Hogea sau Bertoldo.
Cei doi colaboratori (Saizescu și D.R. Popescu) au scris în 1968 o primă variantă a scenariului unui film despre Păcală, care a fost achiziționată de Studioul Cinematografic București în 1969. Filmul urma să fie realizat în trei părți, regizorul apelând la sfaturile unor oameni de cultură și de cinema precum D.I. Suchianu, Valentin Silvestru, Alexandru Struțeanu, Eugen Simion, Mihai Pop și Andrei Băleanu.
Vorbind despre personajul principal, Dumitru Radu Popescu scria în octombrie 1972 următoarele: „Păcală este și el ca și alții un alergător de cursă lungă. Înconjurat de o lume mai bine organizată și mai tare decât el, nu se dovedește mai slab decât ea. El nu e ce se crede despre el că este și aceasta este esența sa: e mai viclean, căci de n-ar fi n-ar mai fi. Acest calvar caraghios și nu lipsit de speranță trece prin vămile diavolești care sunt ale lumii pământene și se țin lanț - vama jafului, a crimei, a minciunii, a anonimatului belicos și cică justițiar din umbra sa lașă, vama impotenței spirituale, plină de demagogie și fard, vama calomniei sobre și pe puncte - trece prin aceste vămi ale prostiei și nu numai ale prostiei și sper să mai rămână ceva din el, în afara oaselor”. Geo Saizescu a afirmat următoarele lucruri despre ideile avute în vedere la crearea personajului: „Am conceput un personaj care trebuia să atragă mulțimea, să fie iubit, purtător de gânduri și sentimente românești. Cert este că fiecare dintre noi este Păcală”.

### Filmări
Filmul a intrat în faza de producție la 24 martie 1972, urmând a fi realizat de Studioul Cinematografic București și apoi, după înființarea caselor de filme, de Casa de Filme 5. Păcală era proiectat inițial ca „un serial cu 5 – 6 episoade”, regizorul afirmând că „aveam mult material de valorificat, încercam să acopăr filosofia, umorul, inteligența, spiritul justițiar al personajului”. Din motive de costuri, serialul a fost transformat apoi într-un „film în două serii”. Filmul a fost realizat în studiourile Centrului de Producție Cinematografică București. Regizori secunzi au fost Elefterie Voiculescu, George Cornea și Rodica Constantinescu. Printre asistenți s-au aflat Elena Pantazică (monteur secund). Muzica a fost compusă de Radu Șerban și interpretată de Orchestra Operei Române dirijată de Paul Popescu. Coloana sonoră conține balade interpretate de Tudor Gheorghe, consultant științific de folclor fiind prof. Sabina Cornelia Stroescu.
Filmările au fost realizate în mai multe etape, cea mai mare parte a loc având loc în diferite zone pitorești din județul Vâlcea. O primă serie de filmări a început la 7 august 1972, s-a desfășurat în zonele Râmnicu Vâlcea – Păușești, Govora, Ionești și Bălcești și s-a întrerupt după numai 20 de zile din cauza timpului nefavorabil. Potrivit lui Saizescu, „Prin toamna lui '72, nici nu începusem bine filmările că s-au pornit niște ploi de, numai 42 de zile numărate a plouat continuu, iar mulți au petrecut jucând jocuri jucăușe pe bani prin camerele hotelului, de nu știam de unde pe care să-i mai adun!”. Producția filmului s-a sistat temporar la 15 noiembrie 1972, producătorii stabilind ca filmul să fie mai lung (s-a acceptat mărirea cantității de peliculă de la 2930 la 4200 de metri utili) și mărind devizul de cheltuieli de la 5,5 milioane lei la 8,7 milioane lei.
Filmările combinate au trebuit să fie realizate în străinătate, din cauza faptului că în România nu exista tehnica necesară pentru realizarea acelui gen de trucaje. S-au purtat discuții pentru realizarea trucajelor cinematografice la Moscova și Leningrad, dar rușii au refuzat. În cele din urmă, prima repriză de filmări combinate a fost realizată în perioada 24 aprilie - 12 mai în studioul A.P. Dovjenko din Kiev (operator șef - N.R. Iliușin). Scena în care Păcală este adus de barză a fost filmată acolo, iar personajul interpretat de Sebastian Papaiani a fost suspendat la 15 metri înălțime. Într-una din zile, filmările au fost întrerupte la prânz (ora 13.00), tehnicienii mergând în coloană în pauza de masă; actorul a fost uitat suspendat în aer o oră și jumătate. Echipa de filmare a revenit apoi în România. Filmările în aer liber au fost reluate la 14 mai 1973, odată cu îmbunătățirea vremii, ele fiind finalizate la 11 iunie, după 76 zile de filmare. Cantitatea de peliculă folosită era de 4.030 metri utili. O a doua repriză de filmări combinate au fost realizate în perioada 7 iulie - 5 august la Centrul de Producție Cinematografică București, operator fiind Al. Popescu. Adaptările tehnice au fost realizate de ing. Constantin Xenachis. Varianta provizorie a fost structurată în două serii cu o lungime de 4.300 m.
Rolul principal a fost distribuit lui Sebastian Papaiani, actor care interpretase roluri principale în ultimele filme ale lui Saizescu și care a fost singurul actor considerat potrivit pentru rol. Actorii Dorel Vișan, Dorina Lazăr și Horațiu Mălăele au debutat în cinematografie cu roluri în filmul Păcală. În film au jucat peste 200 de actori, numai în secvența în care ceata lui Păcală căuta fundul Oltului fiind folosiți vreo 50-60 de actori. Alături de actori, în film apare și regizorul Geo Saizescu, nelipsit în filmele sale începând cu Astă seară dansăm în familie (1972). La filmări erau prezenți și mulți figuranți de prin părțile locului.
Filmările s-au desfășurat într-o atmosferă degajată, dar în condiții precare. Deoarece se filma în plin câmp, departe de localități, actorii și membrii echipei de filmare nu aveau posibilități de a-și procura mâncare și apă și trebuiau să-și aducă cu ei un pachețel cu mâncare. Nu au lipsit nici evenimentele neprevăzute. Într-una din scene Păcală era deghizat în preot, dar cei de la machiaj au uitat să aducă barba falsă. Prin apropiere trecea tocmai atunci o turmă de capre și un țap. Membrii echipei de filmare au prins țapul și i-au tăiat barba, lipindu-i-o lui Păcală. În scena aruncării proștilor în Olt, nimeni nu voia să sară deoarece se temeau că râul este imprevizibil. Regizorul, care interpreta și rolul judecătorului, s-a aruncat primul și a nimerit într-un vârtej în care nu i se mai vedea decât pălăria, fiind salvat de Constantin Diplan. În perioada filmărilor, Geo Saizescu a ținut un jurnal zilnic pe care a afirmat că ar vrea să-l transcrie.

### Varianta finală
Materialul filmat a fost vizionat în perioada 14 noiembrie – 21 decembrie 1973 de șase ori, fiind solicitate de fiecare dată numeroase modificări pentru îmbunătățirea calității artistice a filmului. Conducerea Consiliului de Stat pentru Cultură și Artă (C.S.C.A.) - Dumitru Popescu, Dumitru Ghișe și G.R. Chirovici - a formulat la 20 noiembrie 1973 o serie de obiecții în ceea ce privește structura producției cinematografice. S-a constatat că personajul nu este definit prea exact, iar materialul nu era ordonat, sugerându-se ca scheciurile să fie legate între ele printr-o baladă. Regizorul și casa de filme au propus la 6 decembrie o versiune de montaj îmbunătățită care a fost aprobată de vicepreședintele C.S.C.A. Dumitru Ghișe la 13 decembrie. Dumitru Popescu a vizionat noua variantă la 21 decembrie, dându-și acordul pentru realizarea copiei standard cu condiția eliminării a circa 600 metri utili de peliculă (adică aproximativ o oră din film). „Aproape o oră mi-au tăiat din film. Dar, mă rog, asta... bine c-a apărut. A tăiat, dar bine c-a apărut. Putea să taie definitiv”, afirma Saizescu. Fragmentele tăiate au dispărut pentru totdeauna. Mixajul filmului a fost finalizat la 16 ianuarie 1974, iar copia standard a fost finalizată la 2 februarie 1974. Varianta finală avea o lungime de 3.650 metri utili. Cheltuielile de producție s-au ridicat la suma de 7.581.000 lei.
Saizescu a afirmat că responsabilii cu cinematografia au pus bețe în roate filmului, considerând că ironiile lui Păcală erau adresate unor persoane reale, deși filmul nu conținea aluzii politice. „Dar știți cum e: de râs se teme și vlădica, și opinca. S-au născut întrebări: cine e Păcală, unde vrea să bată? Toți se gândeau că ar putea fi... Marele Păcălitor. Și cenzura lucrează pe două fronturi, ori taie, ori te amână. S-au păcălit, pentru că am avut răbdare și perseverență și am continuat să propun scenariul în ciuda scuzelor lor că «Păcală» era prea scump”, a completat el.
După realizarea acestui film, actorului Sebastian Papaiani i s-a lipit eticheta de Păcală și nu i s-au oferit decât roluri în filme de comedie. Pentru iacest rol, actorul a primit suma de 26.000 de lei ca onorariu, deși în scripte fugura că a primit 40.000 de lei. Regizorul a considerat că „«Păcală» este fără îndoială un film emblematic ca gândire socio-culturală și artistică. Este un film considerat clasic, care reunește chintesența inteligenței și umorului românesc”, acest film reprezentând în opinia lui o culme a carierei sale artistice.
În anul 2009, Cătălin Saizescu, fiul regizorului Geo Saizescu, a lansat o versiune masterizată în format HD, cu sunet 5.1, a filmului Păcală realizată de Nerv Film și E-Media. DVD-ul cu varianta remasterizată a filmului conține și un interviu de 24 de minute cu regizorul Geo Saizescu realizat de Ioana Bogdan în fața casei de la Curtișoara din incinta Muzeului Național al Satului „Dimitrie Gusti” din București.

## Continuare
Succesul la public al filmului Păcală (1974) l-a determinat pe regizorul Geo Saizescu să realizeze o continuare la aniversarea a 30 de ani de la premieră. El a scris scenariul unui film intitulat Păcală se întoarce, care a fost selecționat pentru finanțare în urma unui concurs organizat în februarie-aprilie 2003 de către Centrul Național al Cinematografiei. Filmul a fost realizat de compania Nerv Film, în cofinanțare cu MindShare și cu sprijinul Centrului Național al Cinematografiei, având premiera la 9 iunie 2006.

## Recepție
Premiera filmului a avut loc la 11 martie 1974, la Cinematograful Patria din București, unde a avut loc o mare îmbulzeală de public și s-au spart și niște geamuri. Filmul Păcală a avut parte de un mare succes la public, fiind vizionat de 14.633.013 de spectatori la cinematografele din România, după cum atestă o situație a numărului de spectatori înregistrat de filmele românești de la data premierei și până la data de 31.12.2007 alcătuită de Centrul Național al Cinematografiei. El a fost relansat la 5 ianuarie 2001, fiind vizionat de încă 10.981 spectatori. Păcală se află astfel pe locul 2 în topul celor mai vizionate film românești din toate timpurile după cum atestă un comunicat din 2006 al Uniunii Autorilor și Realizatorilor de Film din România.
El a fost difuzat ani la rând pe posturile românești de televiziune. Succesul filmului a fost explicat de regizorul Geo Saizescu prin faptul că Păcală este un reprezentant emblematic al umorului românesc, iar mulți spectatori se regăseau într-una din pățaniile prin care trecea personajul.

### Premiu
Scenariștii Dumitru Radu Popescu și Geo Saizescu au primit în 1974 Premiul special al juriului Asociației Cineaștilor din România (ACIN) pentru contribuția lor la promovarea comediei cinematografice românești.

### Reacții critice
Filmul a fost întâmpinat în majoritate cu reacții pozitive. Criticul D.I. Suchianu afirma la premieră că apariția acestui film este „o adevărată sărbătoare națională”, „un moment de sărbătoare în istoria artei cinematografice românești”, „o contribuție la folclorul universal”. Într-un articol publicat în martie 1974 în revista Cinema, tânărul critic Dan Comșa făcea unele observații, definind plastic natura filmului: „Proiect și vis mai vechi al cineastului, filmul Păcală este
o mărturie a ambiției lui Geo Saizescu de a contopi, în limitele unei narațiuni cinematografice, balada și snoava, proverbul și gluma, basmul popular și comedia modernă sau tradițională (...). Tonul simplu al povestirii, montajul rapid și eficient, interpretarea neîngroșată dau o idee despre capacitățile regizorale în registru comic ale lui Geo Saizescu”.
În voluminoasa lucrare „Istoria filmului românesc (1897-2000)” (2000), criticul Călin Căliman considera că Păcală este „un film polemic” în care „din «ciocnirea» amnarului-baladă cu cremenea-farsă au sărit scântei de poezie și haz care au învins timpul”. Rolurile create de actori rămân în istoria filmului românesc prin hazul lor: Păcală interpretat de Sebastian Papaiani (pe care criticul îl consideră născut pentru a juca rolul lui Păcală), Păcălița interpretată de Mariella Petrescu, personajul mucalit interpretat de Cosma Brașoveanu ș.a. Căliman consideră că succesul filmului s-ar datora faptului că personajul creat de scenariștii filmului nu se aseamănă cu reprezentările sale anterioare, că povestirea cinematografică are aspectul unei balade și că lupta lui Păcală cu prostia (un „balaur cu o mie de capete”) este una dramatică și de durată.
Analizând acest film, Ioan Lazăr îl considera pe cineast drept un Esop oltean, remarcându-i spiritul ludic de a se juca cu personajele și de a le desprinde de „substanța reală a patosului cotidian”. Criticul apreciază că filmul are un haz nebun, o înțelepciune jucăușă și personaje „care merg către niciunde”, Păcală fiind „filmul lui Saizescu cel mai încărcat de fastul snoavei”. Universul său postmodernist face ca filmul să nu pară nici astăzi desuet.
Odată cu trecerea timpului, aprecierile pozitive la adresa acestui film au început să se mai dilueze. Tânărul critic Andrei Gorzo a afirmat că Păcală este „un film de nevăzut”, „cel mai intransigent și mai greu accesibil film experimental din toate timpurile”. El a afirmat că a pierdut șirul acțiunii la fiecare cinci secunde, considerând că spectatorii care s-au îmbulzit să-l vadă erau atrași de proprietățile sale halucinogene.
Criticul Tudor Caranfil a dat filmului o stea din cinci și a făcut următorul comentariu: „Păcală vinde vaca fraților săi unui pom în trunchiul căruia dă de o comoară din care, însă, cinstit, își ia doar cât tocmise. Datorită istețimii, scapă de tâlhari, îi păcălește pe notar și pădurar, și ajută o mireasă să fugă în ziua nunții. Personajul emblematic al umorului nostru popular (evocat încă din 1920 de Aurel Petrescu în animația sa și, mai târziu, tot de acesta, în 1926 în Păcală și Tândală la București, cu Ion Manu și Aurel Athanasescu) e reluat într-un lungmetraj al cărui subiect „e lăsat, cu bună știință, să curgă liber, fără lovituri de cinema” (cf. G. Saizescu), adică renunțându-se la rigorile dramaturgiei, contopind proverbul și snoava, cu balada și basmul. Ca inovație, Saizescu și scriitorul D. R. Popescu introduc o variantă feminină, Păcălița, amuzându-se, alături de Păcală, pe seama nerozilor. Dar ansamblul e incoerent, umorul „caraghioz” și trivial, campion al schimonoselilor fandosite fiind însuși regizorul, într-o apariție intermitentă, iar baladele cântate de Tudor Gheorghe și minunile de lirică populară alese de consilierii de la Institutul de Folclor se pierd printre „caraghioșii”. Loc secund în topul de public al filmului românesc: 14.632.973 bilete.”